# Chrysotus cilipes
Chrysotus cilipes är en tvåvingeart som beskrevs av Johann Wilhelm Meigen 1824. Chrysotus cilipes ingår i släktet Chrysotus och familjen styltflugor. Arten är reproducerande i Sverige. Inga underarter finns listade i Catalogue of Life.